# Сейак (Коррез)
Сейа́к (фр. Seilhac, окс. Selhac) — коммуна во Франции, находится в регионе Лимузен. Департамент — Коррез. Административный центр кантона Сейак. Округ коммуны — Тюль.
Код INSEE коммуны — 19255.
Коммуна расположена приблизительно в 400 км к югу от Парижа, в 65 км юго-восточнее Лиможа, в 12 км к северу от Тюля.

## Население
Население коммуны на 2008 год составляло 1736 человек.
| 1962 | 1968 | 1975 | 1982 | 1990 | 1999 | 2008 |
| ---- | ---- | ---- | ---- | ---- | ---- | ---- |
| 1243 | 1247 | 1319 | 1440 | 1540 | 1636 | 1736 |

## Экономика
В 2007 году среди 1027 человек в трудоспособном возрасте (15-64 лет) 760 были экономически активными, 267 — неактивными (показатель активности — 74,0 %, в 1999 году было 72,2 %). Из 760 активных работали 709 человек (352 мужчины и 357 женщин), безработных было 51 (29 мужчин и 22 женщины). Среди 267 неактивных 61 человек были учениками или студентами, 138 — пенсионерами, 68 были неактивными по другим причинам.

## Достопримечательности
- Замок Сейак (XIII век). Памятник истории с 1991 года[3]
- Церковь Нотр-Дам (XII век). Памятник истории с 1977 года[4]

## Фотогалерея

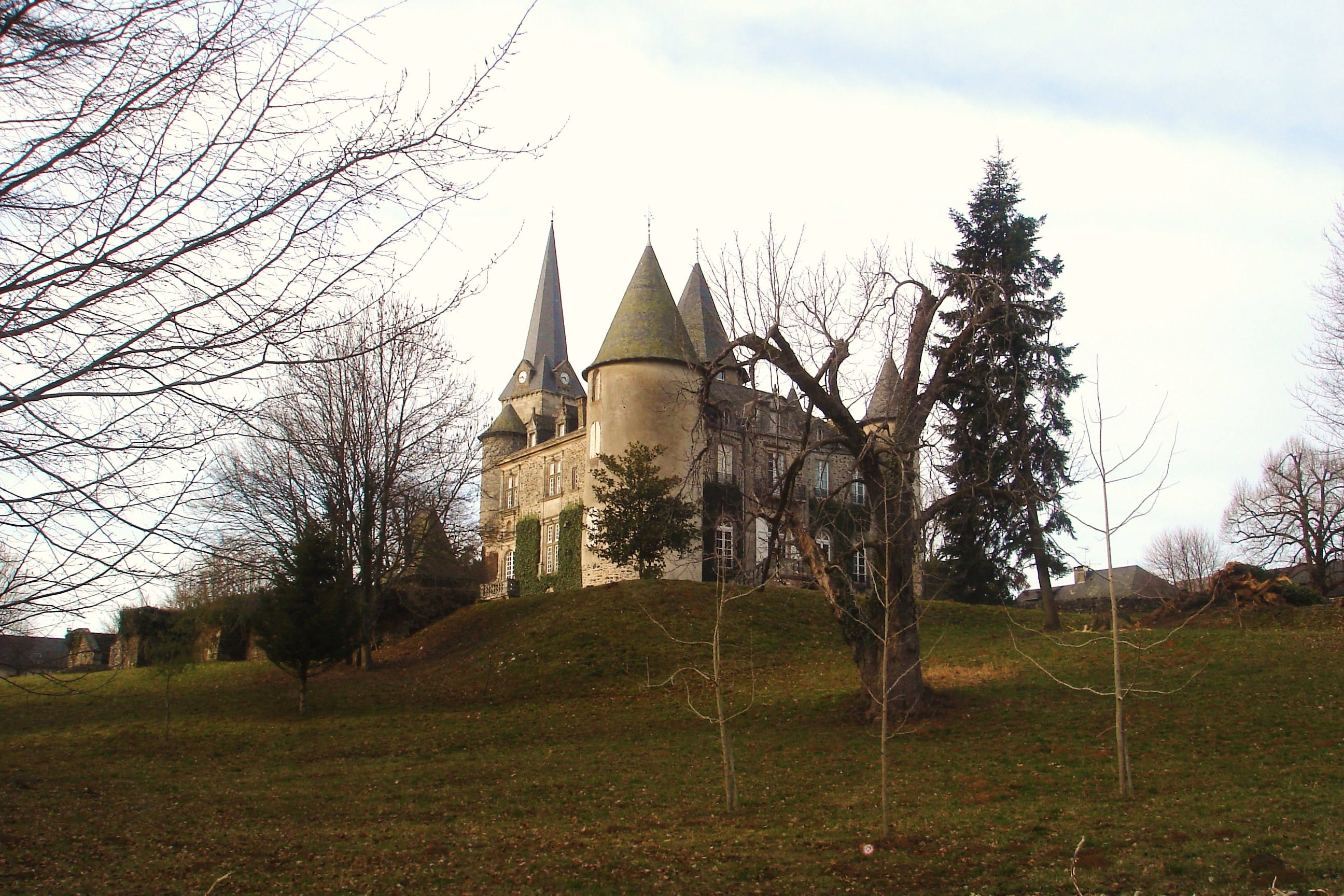
Замок Сейак
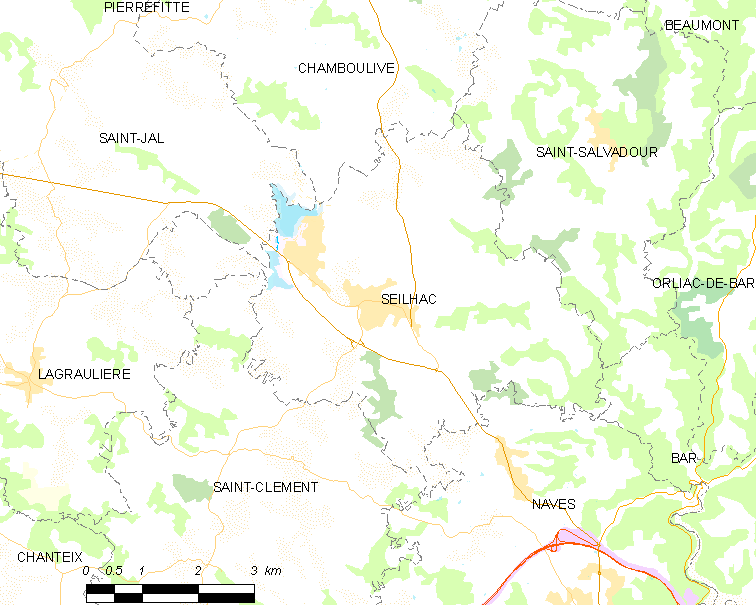
Карта коммуны